# XIIe congrès du Front national
Le XIIe Congrès du Front national se tient, à Nice, du samedi 19 au lundi 21 avril 2003. Un an après avoir créé la surprise à la présidentielle de 2002. Le XIIe Congrès est marqué par la réélection de Jean-Marie le Pen à la tête du parti et la chute de Marine le Pen au sein du comité central.

## Contexte
Ce congrès a lieu un an jour pour jour après la qualification de Jean-Marie Le Pen pour le second tour de la présidentielle 2002, date qui constitue pour le FN « le début d'une nouvelle dynamique » censée lui permettre d'accéder un jour prochain aux affaires, selon Carl Lang, son secrétaire général.
Après les défaites de 2002, la question de la succession à Jean-Marie le Pen se pose alors pour la seconde fois depuis la scission mégrétiste.
Marine le Pen, depuis la présidentielle de 2002, est devenue en un an la figure de proue de la tendance rénovatrice au sein du FN, et la porte-parole frontiste favorite des médias. Tendance qu’elle porte comme défenseuse de la « dédiabolisation », notamment au micro de RTL en janvier 2003 peu avant le congrès où elle prononce ces mots : « Pendant des années, on nous a coupés de la classe politique et de la société civile par une diabolisation bien construite. Nous devons aujourd’hui prouver aux Français notre capacité à gouverner ».
De son côté, le dauphin officieux de Jean-Marie le Pen, Bruno Gollnisch se repose sur des gages donnés par Jean-Marie le Pen à plusieurs reprises, notamment en 2002 a l’issue de l’université d’été d’Annecy, pour s’assurer des intentions favorables du président en cas de succession.
Celui-ci est soutenu par plusieurs cadres qui souhaitent s’assurer de son accession future à la tête du parti. Les plus notables sont Bernard Antony, Jacques Bompard, Marie-France Stirbois, Christian Baeckeroot ou encore Martine Lehideux. Tous rejettent la « dédiabolisation » prônée par Marine le Pen qu’ils perçoivent comme une concession à « l’establishment ». À la veille du Congrès de Nice, les gollnischiens décident de diffuser des consignes de vote afin selon eux « d’étouffer dans l’œuf l’embryon de "marinisme" ».
Bruno Gollnisch s’attache aussi à verrouiller la parole de Marine le Pen en amont du Congrès. Elle ne présidera aucune des cinq commissions et des quatre ateliers prévus lors du Congrès. Le Délégué général Bruno Gollnisch, qui nomme personnellement les responsables de ces groupes de travail, a choisi ses proches et des membres du courant catholique traditionaliste, son principal soutien.

## Élections internes et résultats

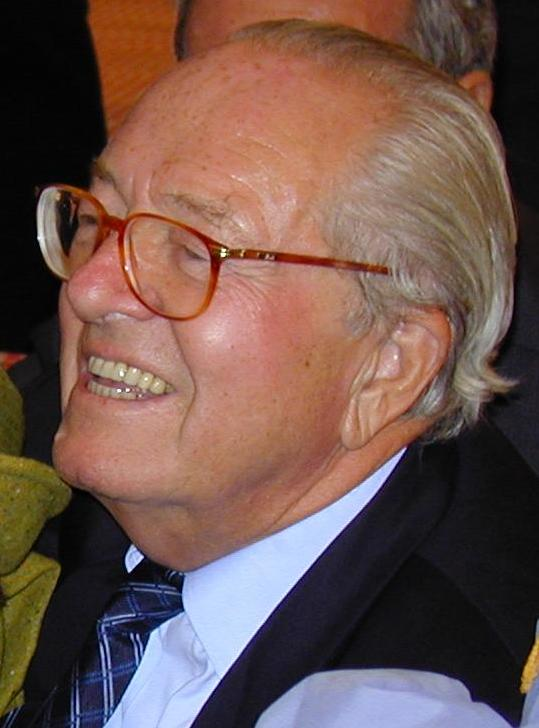
Jean-Marie Le Pen est réélu à la tête du Front national.

Seul candidat à sa succession, Jean-Marie Le Pen est réélu le samedi 19 avril, à la présidence du Front national. Le Président est élu par un vote à main levée. Près de 1 350 délégués du mouvement réunis à Nice pour leur 12e congrès brandissent un carton à son nom.
| Résultats         | Résultats  | Résultats |
| Candidat          | %          |           |
| ----------------- | ---------- | --------- |
| Jean-Marie Le Pen | 100        |           |
|                   |            |           |
| Votants           | 1359       |           |
|                   |            |           |
| Inscrits          | Non connus |           |
| Exprimés          | Non connus |           |
| Blancs            | Non connus |           |
| Nuls              | Non connus |           |

À la suite de son plébiscite par acclamation, « Je suis seul maître à bord » souligne alors Jean-Marie le Pen devant la presse. Néanmoins, le congrès révèle aussi la dureté du conflit qui oppose sa fille aux partisans de Bruno Gollnisch, dauphin pressenti du président. En effet, cette victoire attendue de Jean-Marie le Pen est entachée par le mauvais score de sa fille Marine à l'élection au comité central : elle n'arrive qu'en 34e position, alors qu'elle était arrivée dixième lors du congrès de Paris, en 2000,. Les proches de Marine le Pen arrivent dans le bas du classement au comité central tandis que les proches de Bruno Gollnisch sont eux tous classés dans les dix premières places.
Les proches de Marine le Pen relèvent alors que la moitié des 1 359 délégués votants avait été nommés par la délégation générale du FN, dirigée par Bruno Gollnisch. Celui-ci se défend alors en estimant que « si ça s’est fait, ça s'est fait en dehors de ma connaissance. Personne n'a été contraint ».
Marine Le Pen annonce en ce sens devant la presse à la suite des résultats : « il y a une certaine crispation d'apparatchiks. Les hommes sont ainsi faits que parfois ils se laissent aller à des sentiments qui sont parfois des sentiments de jalousie, de peur aussi ».
Jean Marie Le Pen nomme néanmoins Marine le Pen 5ème vice-présidente du Front national, afin qu'elle intègre, comme prévu, le bureau exécutif du parti qui compte désormais 8 membres en plus de lui. Le bureau politique est également élargi à dix nouveaux membres, dont plusieurs proches de Marine le Pen,.
Louis Aliot, proche de Marine le Pen, est également la cible des partisans de Bruno Gollnisch, arrivé 62e au comité central. En réaction, Jean-Marie le Pen le nomme au bureau politique ainsi que d’autres marinistes comme Olivier Martinelli, Jean-François Touzé et Marie-Christine Arnautu.

## Analyses
En passant de de la 10e à la 34e place du comité central, Marine Le Pen ne réussit pas à s’imposer dans le sérail frontiste, alors que le N°2 Bruno Gollnisch et ses fidèles finissent en tête du classement. Ce scrutin constitue, selon plusieurs observateur, un test de popularité interne pour la fille de Jean-Marie le Pen qui est alors de plus en plus présente dans les médias.

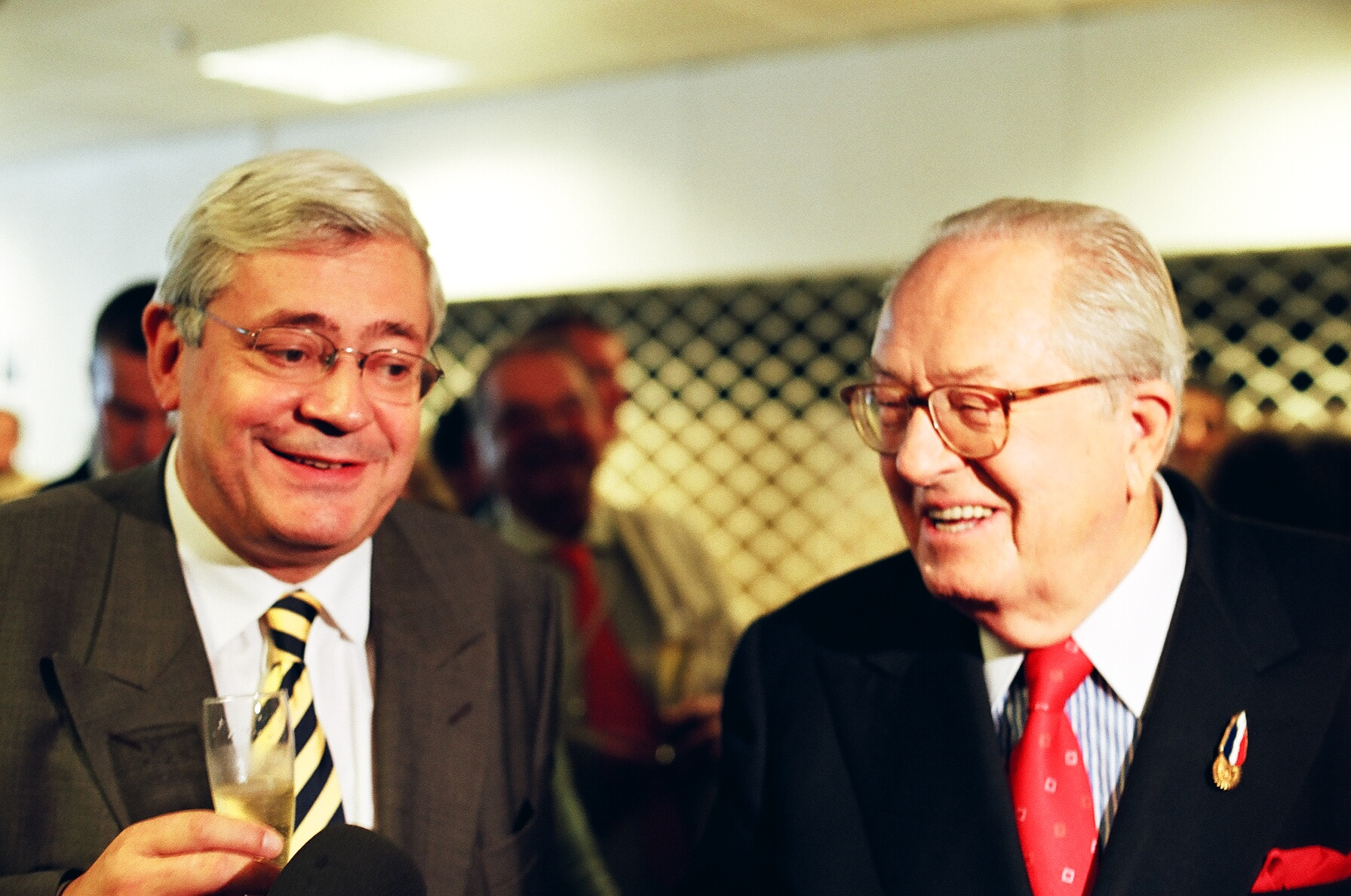
Bruno Gollnisch sort gagnant des élections internes au comité central.

34e place de Marine le Pen que les partisans de Bruno Gollnisch sont soupçonnés d’avoir provoquée, en faisant circuler des consignes de vote parmi les délégués électeurs. Bruno Bilde relate alors avoir vu « des conseillers régionaux griffonner des listes d’une cinquantaine de nom, dont Marine est absente, et où figurent que ses ennemis ».
Le patron du FN fait alors savoir qu'on ne s'attaquait pas impunément à sa fille, quitte à alimenter les critiques sur une « dérive dynastique ». Il prend parti pour la première fois, optant ostensiblement pour le clan des « modernes » incarné par Marine le Pen.
Selon l’historien Nicolas Lebourg, la décision de Jean-Marie le Pen n’a pas l’unique vocation de verrouiller le parti pour sa fille car les tensions sont plus complexes. Entre 2000 et 2003 à la suite de la scission, Jean-Marie le Pen est assez minoritaire en interne face à une coalition avec Carl Lang, Bruno Gollnisch et Marie-France Stirbois. Selon lui, le coup de force des partisans de Bruno Gollnisch permet alors à Jean-Marie le Pen d’impulser un autre coup de force afin de se désenclaver en interne.
Jean-Marie le Pen tente donc un jeu d'équilibre en interne. Il adoube par exemple publiquement Bruno Gollnisch mais promeut discrètement le mariniste Louis Aliot en lui donnant la place de Myriam Baeckeroot (une pro-Gollnisch) parmi les dix membres de la commission d’investiture électorale.
Néanmoins, Jean-Marie le Pen exhorte à ses troupes de ne pas tomber dans les divisions en rappelant les dégâts provoqués par la scission de son ancien lieutenant, Bruno Mégret, en 1999. Le FN « sait aujourd'hui mieux qu'hier que son unité et sa discipline sont sa force principale » dit-il devant la presse. Il nie toute « guerre de succession » entre sa fille, Marine, et son délégué général. Jean-Marie le Pen sait néanmoins qu'il vient de recevoir un avertissement des militants. Une petite victoire pour Bruno Gollnisch selon les observateurs, qui conforte néanmoins sa mainmise sur le parti,.